# Eugenia lhotzkyana
Eugenia lhotzkyana är en myrtenväxtart som beskrevs av Otto Karl Berg. Eugenia lhotzkyana ingår i släktet Eugenia och familjen myrtenväxter. Inga underarter finns listade i Catalogue of Life.